# Gueldenstaedtia henryi
Gueldenstaedtia henryi är en ärtväxtart som beskrevs av Oskar Eberhard Ulbrich. Gueldenstaedtia henryi ingår i släktet Gueldenstaedtia och familjen ärtväxter. Inga underarter finns listade i Catalogue of Life.